# Масейо
Масейо́ (порт. Maceió) — місто в Бразилії, столиця штату Алагоас. Порт на узбережжі Атлантичного океану. Складова частина мезорегіону Схід штату Алагоас. Входить до складу економічно-статистичного мікрорегіону Масейо. Населення становить 957 916 чоловік (станом на 2022). Займає площу 509 км². Щільність населення — 1 880,77 чол./км².
День міста — 9 грудня.
У місті розміщується Федеральний університет Алагоас.

## Клімат
Місто знаходиться у зоні, котра характеризується мусонним кліматом. Найтепліший місяць — січень із середньою температурою 26.5 °C (79.7 °F). Найхолодніший місяць — липень, із середньою температурою 23.6 °С (74.5 °F).
| Клімат Масейо           | Клімат Масейо | Клімат Масейо | Клімат Масейо | Клімат Масейо | Клімат Масейо | Клімат Масейо | Клімат Масейо | Клімат Масейо | Клімат Масейо | Клімат Масейо | Клімат Масейо | Клімат Масейо | Клімат Масейо |
| Показник                | Січ.          | Лют.          | Бер.          | Квіт.         | Трав.         | Черв.         | Лип.          | Серп.         | Вер.          | Жовт.         | Лист.         | Груд.         | Рік           |
| Абсолютний максимум, °C | 33,8          | 34,4          | 35            | 33,2          | 32,6          | 31,8          | 29,1          | 30,7          | 31            | 34,1          | 33,6          | 34,2          | 35            |
| Середній максимум, °C   | 30,2          | 30,4          | 30,2          | 29,6          | 28,5          | 27,6          | 27            | 27,1          | 27,8          | 29            | 29,9          | 30            | 28,9          |
| Середня температура, °C | 26,5          | 26,5          | 26,4          | 26            | 25,2          | 24,3          | 23,6          | 23,6          | 24,3          | 25,3          | 25,9          | 26,2          | 24,8          |
| Середній мінімум, °C    | 22,4          | 22,6          | 22,7          | 22,5          | 22            | 21,3          | 20,5          | 20,2          | 20,7          | 21,2          | 21,6          | 22            | 21,6          |
| Абсолютний мінімум, °C  | 19            | 19,1          | 17,4          | 18,4          | 18,1          | 11,3          | 16            | 15,9          | 17            | 17,4          | 18,2          | 17,9          | 11,3          |
| Днів з дощем            | 6             | 9             | 11            | 14            | 17            | 18            | 20            | 15            | 12            | 9             | 6             | 6             | 143           |
| Вологість повітря, %    | 75.4          | 76.6          | 78.3          | 81.5          | 82.6          | 82.4          | 82.1          | 79.5          | 77.2          | 76            | 74.7          | 75.8          | 78.5          |
| ----------------------- | ------------- | ------------- | ------------- | ------------- | ------------- | ------------- | ------------- | ------------- | ------------- | ------------- | ------------- | ------------- | ------------- |
| Джерело: Weatherbase    |               |               |               |               |               |               |               |               |               |               |               |               |               |

## Економіка
Місто важливий адміністративний і промисловий центр. Провідну роль в економіці відіграє переробка цукру й бавовни, що вирощуються в околицях. За останні десятиліття Масейо, завдяки своєму зручному розташуванню, перетворився на центр відпочинку й туризму. Цьому сприяли його мальовничі ландшафти й сусідство з крупним містом Ресіфі, що розташовано на північний схід. Щороку все більша кількість жителів Масейо залучається до туристичного бізнесу.

## Транспорт
У місті є міжнародний аеропорт Зумбі-дус-Палмаріс.

## Галерея

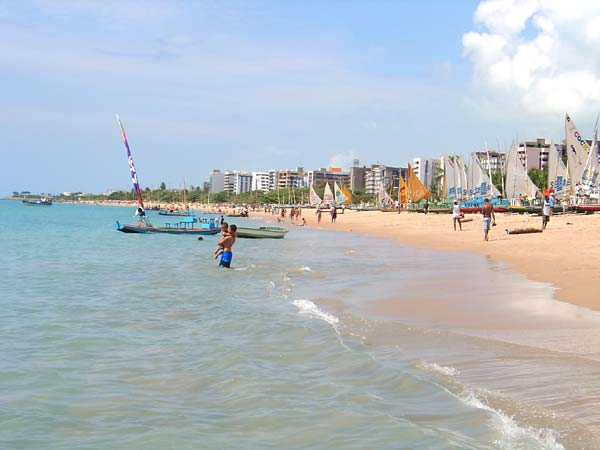
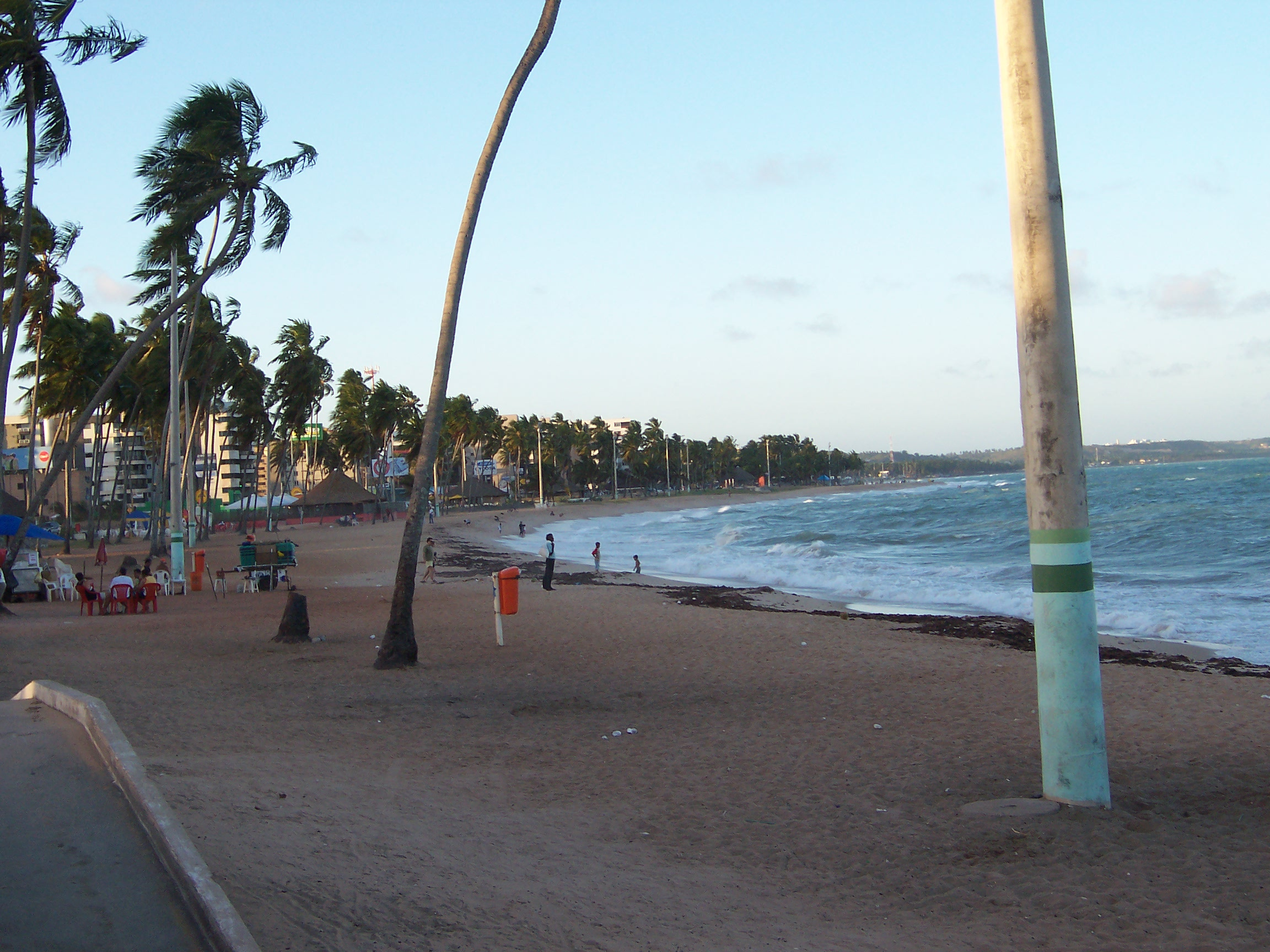

## Уродженці
- Густаво Салгейро де Алмейда Коррея (* 1985) — бразильський футболіст.
- Маріо Загалло (1931—2024) — бразильський футболіст.